# Südkuschitische Sprachen
Die südkuschitischen Sprachen, auch nach dem Großen Afrikanischen Grabenbruch oder Rift-Tal Rift-Sprachen genannt, sind eine Gruppe von Sprachen, die in kleinen Gebieten im Norden von Tansania gesprochen werden. Sie gehören zu den kuschitischen Sprachen, einem Primärzweig der afroasiatischen Sprachfamilie. Die bedeutendste südkuschitische Sprache ist das Iraqw mit fast einer halben Million Sprechern. Gorowa, Alagwa und Burunge haben jeweils einige Zehntausend Sprecher, Aasáx und Kw'adza sind heute ausgestorben. Mbugu/Ma'a und das in Kenia gesprochene Dahalo, deren Zuordnung zum Südkuschitischen umstritten ist, gelten als gefährdet.
Die Sprecher südkuschitischer Sprachen gelten als zweitälteste Bevölkerungsschicht in Ostafrika nach den khoisan-sprachigen Volksgruppen (Hadza, Sandawe) und vor den Südniloten und Bantu. Diese Sprachen dürften somit ursprünglich in größeren Gebieten verbreitet gewesen sein. Ihre Sprecher bilden jeweils gleichnamige ethnische Gruppen wie die Iraqw, Gorowa und Assa.

## Forschungs- und Klassifikationsgeschichte
Leo Reinisch klassifizierte Anfang des 20. Jahrhunderts Iraqw, Gorowa, Alagwa und Burunge erstmals als „hamitische“ (afroasiatische) Sprachen. Carl Meinhof ordnete 1906 Burunge und Mbugu/Ma'a ebenfalls als hamitisch ein und erkannte ihre Verwandtschaft zum (ostkuschitischen) Somali. Archibald N. Tucker und Margaret Bryan (1957, 1966) beachteten die Argumente für eine Zuordnung zum Afroasiatischen hingegen nicht und sahen Iraqw, Gorowa, Burunge und Alagwa als isolierte „Iraqw-Sprachen“ an. W. H. Whiteley schloss sich ihrer Ansicht an. 1963 klassifizierte Joseph Greenberg diese vier Sprachen als Südkuschitisch innerhalb des kuschitischen Zweiges der afroasiatischen Sprachen.
Christopher Ehret erarbeitete 1980 die Einteilung in Rift-Sprachen (mit östlichem und westlichem Zweig) plus Mbugu/Ma'a und Dahalo. Manche Forscher teilen das Dahalo allerdings als ostkuschitische Sprache ein. Die Einordnung von Mbugu/Ma'a ist aus theoretischen Gründen schwierig, da es sich um eine Mischsprache aus einer Bantusprache und einer kuschitischen Sprache handelt. Robert Hetzron schlug 1980 vor, die südkuschitischen Sprachen aus morphologischen Gründen als Teil der ostkuschitischen Sprachen zu klassifizieren.

## Klassifikation
- Afroasiatisch
  - Kuschitisch
    - Südkuschitisch
      -  ? Dahalo
      -  ? Mbugu/Ma'a
      - Rift-Sprachen
        - Ost-Rift
          - Kw'adza (Qwadza)
          - Aasáx (Asa, Assa)

        - West-Rift
          - Süd-West-Rift: Burunge
          - Nord-West-Rift
            - Alagwa
            - Iraqwoid
              - Gorowa (Gorwaa)
              - Iraqw